# Ryszard Petru
 (décembre 2015).
Si vous disposez d'ouvrages ou d'articles de référence ou si vous connaissez des sites web de qualité traitant du thème abordé ici, merci de compléter l'article en donnant les références utiles à sa vérifiabilité et en les liant à la section « Notes et références ».
Ryszard Jerzy Petru, né le 6 juillet 1972 à Wrocław, est un économiste et homme politique polonais.

## Biographie
Ryszard Petru travaille comme économiste pur la Banque mondiale, PricewaterhouseCoopers et plusieurs banques polonaises. Depuis 2011, il est le président de l'Association des économistes polonais.
En 2015, après avoir été membre de PO il fonde le parti .Moderne (.Nowoczesna), qui obtient 7,60 % des voix lors des élections générales de 2015. Élu député, il reste jusqu'en novembre 2017 président de cette formation, qu'il quitte en mai 2018 pour créer avec deux autres députées à la Diète issues de .Nowoczesna, Joanna Scheuring-Wielgus et Joanna Schmidt le cercle parlementaire Liberalno-Społeczni (pl) (libéraux-sociaux).